# Districtele Mozambicului
Mozambic este divizat de 10 provincie (províncias) și 1 oraș capital (cidade) cu statut privinciei:
1. Provincia Cabo Delgado
2. Provincia Gaza
3. Provincia Inhambane
4. Provincia Manica
5. Oraș Maputo
6. Provincia Maputo
7. Provincia Nampula
8. Provincia Niassa
9. Provincia Sofala
10. Provincia Tete
11. Provincia Zambezia